# Alexis Lesieur Desaulniers
Pour l’article homonyme, voir Desaulniers.
Alexis Lesieur Desaulnier, né le 31 août 1837 à Rivière du-Loup en Haut et mort le 9 juillet 1918 à Montréal, est un avocat et homme politique fédéral et provincial du Québec.

## Biographie
Né à Rivière du-Loup en Haut dans le Canada-Est, il étudie au Séminaire de Nicolet, à l'Université Laval à Montréal et à l'Université McGill. Nommé au Barreau du Bas-Canada en 1861, il devint député du Parti conservateur du Québec dans la circonscription provinciale de Maskinongé en 1867. Il fut défait par le libéral Moïse Houde en 1871 et également en 1875.
Tentant de devenir député du Parti conservateur dans la circonscription fédérale de Maskinongé en 1878, il est défait par le nationaliste conservateur Frédéric Houde. Lors du décès de ce dernier en 1884, Desaulniers remporta les élections partielles. Alors qu'il devint candidat nationaliste fut ensuite défait en 1887 et en tant qu'indépendant en 1900, respectivement par le conservateur Charles-Jérémie Coulombe et par le libéral Joseph-Hormisdas Legris.
Desaulniers servit aussi comme echevin dans le conseil municipal de Louiseville en Mauricie de 1891 à 1896.
Son fils, Arthur Lesieur Desaulniers, a été député de la circonscription fédérale de Champlain et son cousin, Louis Léon Lesieur Désaulniers, est député de la circonscription fédérale de Saint-Maurice.  Il est également le beau-père d'Hector Caron.